# Production écrite
La production écrite, aussi appelée expression écrite ou écrire, est une activité de communication classée dans la catégorie des activités de production et dans laquelle, selon le CECRL : « l'utilisateur de la langue comme scripteur produit un texte écrit qui est reçu par un ou plusieurs lecteurs. »
Ce terme est surtout utilisé dans le cadre de la didactique des langues étrangères et des certifications (diplômes et tests) de langue étrangère.

## Typologie
« Parmi les activités écrites on trouve, par exemple :
- remplir des formulaires et des questionnaires
- écrire des articles pour des magazines, des journaux, des bulletins, etc.
- produire des affiches
- rédiger des rapports, des notes de service, etc.
- prendre des notes pour s’y reporter
- prendre des messages sous la dictée, etc.
- écrire des textes libres
- écrire des lettres personnelles ou d’affaires, etc. »